# Muhamed Mufaku
Muhamed Mufaku (arab. ‏محمد موفق‎; ur. 1952 w Damaszku) – syryjski arabista i historyk pochodzenia albańskiego.

## Życiorys
Obronił doktorat z zakresu filologii i historii na Uniwersytecie w Prisztinie, do 1987 wykładał na tejże uczelni, kiedy to został wydalony z Jugosławii. Pracował następnie jako profesor na Uniwersytecie Jarmuk w Irbidzie oraz na Uniwersytecie Al al-Bajt w Al-Mafrak. W 2018 roku przeszedł na emeryturę.
W 2005 roku został członkiem Arabskiej Akademii w Damaszku oraz Akademii Nauk i Sztuk Kosowa.

## Odznaczeni[1]
- Medal Zasługi (2012)